# Социал
Социал (каз. Социал) — село в районе Шал акына Северо-Казахстанской области Казахстана. Входит в состав Кривощековского сельского округа. Код КАТО — 595639400.

## Население
В 1999 году население села составляло 368 человек (197 мужчин и 171 женщина). По данным переписи 2009 года, в селе проживало 225 человек (115 мужчин и 110 женщин).